# 沙龍谷 (加利福尼亞州)
沙龍谷（英語：Sharon Valley）是位於美國加利福尼亞州尤巴縣的一個非建制地區。該地的面積和人口皆未知。

## 地理
沙龍谷的座標為39°28′56″N 121°14′49″W / 39.48222°N 121.24694°W，而該地的平均海拔高度為693米（即2274英尺）。